# 나선화

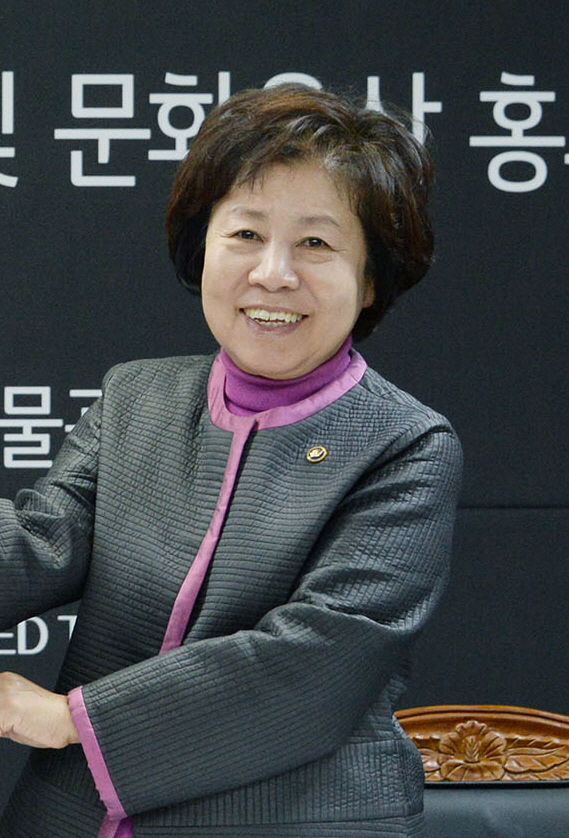
나선화

나선화(羅善華, 1949년 6월 26일 ~ 서울)는 대한민국의 제8대 문화재청장이다.

## 학력
- 상명여자고등학교 졸업
- 이화여자대학교 사학 학사

## 경력
- 1977년 ~ 2006년: 이화여자대학교 박물관 학예실 총괄
- 1992년 ~ 1999년: 한·러 공동 발해문화유적 조사단 책임연구원
- 2000년 ~ 2005년: 한국 큐레이터 포럼 초대회장
- 2004년 ~ 2011년: 한국박물관학회 이사
- 2004년 ~ 2013년: 생명과 평화의 길 상임이사
- 2005년 ~ 2013년: 문화재청 문화재위원
- 2005년 ~ 2013년: 인천광역시 문화재위원
- 2006년 ~ 2011년: 한국문화공간건축학회 이사
- 2013년 12월 ~ 2017년 8월: 제8대 문화재청장
- 한국문화공간건축학회 명예이사

## 저서
- 《한국의 소반》(대원사, 1991)
- 《옹기의 원류를 찾아서》(이화여자대학교 출판부, 2000)
- 《한국 옹기의 특성》(일본 고려미술관, 2001)
- 《한국도자기의 흐름》(세계도자엑스포, 2005)
- 《한국전통공예 도기》(이화여자대학교 출판부, 2006)
- 《Korea Pottery》(이화여자대학교 출판부, 2006)